# Gerhard Heidenreich
Gerhard Heidenreich (* 5. Oktober 1916 in Breslau; † 23. Februar 2001) war ein deutscher Politiker (SED). Er war Generalmajor des Ministeriums für Staatssicherheit (MfS), Abgeordneter der Volkskammer, Mitglied des Zentralkomitees der SED und von 1957 bis 1979 1. Sekretär der SED-Kreisleitung im MfS.

## Leben
Der Sohn eines Arbeiters und einer Landarbeiterin arbeitete nach dem Besuch der Volksschule von 1930 bis 1932 als Laufbursche. Ab 1931 war Heidenreich Vertreter der Roten Pioniere in der KJVD-Bezirksleitung Breslau. 1934 begann er eine kaufmännische Lehre, wurde jedoch im selben Jahr wegen „Vorbereitung zum Hochverrat“ zu zwei Jahren Gefängnis verurteilt. Nach zwischenzeitlicher Arbeitslosigkeit erledigte er ab 1937 verschiedene Hilfsarbeiten. Von 1938 bis 1945 war Heidenreich als Transportarbeiter und Ofenbauer tätig. Im Kessel von Breslau beteiligte er sich 1945 an antifaschistischen Widerstandsaktionen.
Nach dem Krieg siedelte Heidenreich nach Dresden um und trat 1945 der Kommunistischen Partei Deutschlands (KPD) bei. Er betätigte sich als Jugend-Sekretär in der KPD-Kreisleitung Plauen. 1946 wurde er Mitglied der Sozialistischen Einheitspartei Deutschlands (SED) und besuchte im selben Jahr einen Lehrgang an der Antifa-Schule der SMAD in Königs Wusterhausen. Anschließend war er ab 1947 Sachbearbeiter für Kaderfragen beim Zentralrat der Freien Deutschen Jugend (FDJ). Von 1947 bis 1949 gehörte Heidenreich der Landesleitung und dem Sekretariat der SED Sachsen an und war darüber hinaus Erster Sekretär der FDJ-Landesleitung Sachsen. Von 1948 bis 1950 war er Mitglied, 1949/50 Zweiter Sekretär des Zentralrats der FDJ. Von 1949 bis 1954 war er Volkskammerabgeordneter.
Heidenreich gehörte 1951 zum Gründungskreis des Auslandsnachrichtendienstes Institut für wirtschaftswissenschaftliche Forschung (IWF) und wurde zu dessen stellvertretendem Leiter ernannt. Dieser gehörte ab 1953 als Hauptabteilung (HA) XV, ab 1956 als Hauptverwaltung Aufklärung (HV A) dem MfS an. Als Stellvertreter von Markus Wolf war Heidenreich unter anderem für die Kaderarbeit zuständig. Ab Mai 1957 war Heidenreich darüber hinaus als Nachfolger Alfred Schönherrs Erster Sekretär der SED-Kreisleitung im MfS. Ab 1950 Kandidat, war Heidenreich von 1963 bis 1981 Mitglied des ZK der SED. Bereits 1950 war er hier für ein Jahr stellvertretender Leiter der Abteilung Kader. Von April 1965 bis August 1966 absolvierte Heidenreich ein Studium an der Parteihochschule der KPdSU in Moskau. Am 5. Februar 1970 ernannte ihn der Vorsitzende des Nationalen Verteidigungsrates der DDR, Walter Ulbricht zum Generalmajor. Mit Erich Honecker verband ihn eine persönliche Freundschaft. Heidenreich trat im Juni 1979 in den Ruhestand, seinen Posten als Erster Sekretär der SED-Kreisleitung beim MfS übernahm Horst Felber.
Er und seine Ehefrau Marianne (1922 – 1986) wurden in der Gräberanlage für Opfer des Faschismus und Verfolgte des Naziregimes auf dem Zentralfriedhof Friedrichsfelde in Berlin beigesetzt.

## Auszeichnungen
- 1955 Vaterländischer Verdienstorden in Bronze und 1974 in Gold
- 1958 Ehrennadel der FDJ Auszeichnung für die sozialistische Erziehung unserer Jugend
- 1965 Orden Banner der Arbeit
- 1972 Ehrenmedaille „Bekenntnis und Tat zum Schutz der DDR“
- 1986 Orden „Stern der Völkerfreundschaft“ in Gold